# Khyber Pools
Khyber Pools är en sjö i Antarktis. Den ligger i Sydorkneyöarna. Argentina och Storbritannien gör anspråk på området. Khyber Pools ligger 1 meter över havet. Den ligger på ön Signy.
I övrigt finns följande vid Khyber Pools:
- Khyber Pass (ett bergspass)